# Åfjord
Åfjord là một đô thị hạt Trøndelag, Na Uy. Nó là một phần của khu vực Fosen. Trung tâm hành chính của đô thị này là làng Årnes.
Åfjord (1896-1963, nó được đặt tên chỉ Å) được thành lập như là một đô thị ngày 1 tháng 1 năm 1838 (xem formannskapsdistrikt). Jøssund đã được tách ra từ Åfjord ngày 1 tháng 1 năm 1896. Stoksund được sáp nhập với Åfjord ngày 1 tháng 1 năm 1964.
Åfjord nằm ở phía tây bắc của bán đảo Fosen, phía tây bắc của Trondheim.